# José Amador Velasco y Peña
José Amador Velasco y Peña (* 30. April 1856 in Villa Purificación, Jalisco; † 30. Juni 1949 in Colima) war ein mexikanischer Geistlicher und römisch-katholischer Bischof von Colima.

## Leben
José Amador Velasco y Peña empfing am 12. November 1879 das Sakrament der Priesterweihe. Velasco y Peña war Regens des Priesterseminars in Colima. Er wurde zum Doktor der Theologie promoviert.
Am 30. Juli 1903 ernannte ihn Papst Leo XIII. zum Bischof von Colima. Der Erzbischof von Guadalajara, José de Jesús Ortíz y Rodríguez, spendete ihm am 30. August desselben Jahres die Bischofsweihe; Mitkonsekratoren waren der Bischof von León, Leopoldo Ruiz y Flóres, und der Koadjutorbischof von Zamora, José de Jesús Fernández y Barragán. Die Amtseinführung fand am 31. August 1903 statt.